# Kamenický kopec
Kamenický kopec či vrch (německy Kamsberg) má dva vrcholy. Původně vyšší na západě je těžbou čediče narušený, po odtěžení vrcholu nyní měří zhruba 436,5 m n. m. Druhý vrchol nepatrně nižší více na východě je hustě porostlý vzrostlým lesem. Celý masiv kopce leží mezi městem Zákupy a připojenou vesnicí Kamenice, je téměř celý zalesněn a dobře přístupný po řadě cest.

## Vznik vrchu

### Geologická minulost
Okolní krajina patří do Zákupské pahorkatiny, která sestává z horizontálně uložených sedimentárních hornin České křídové tabule proťatých miocenními vyvřelinami. Při formování Oherského prolomu se během miocénu (zhruba před 23 milióny lety) začaly křídovými vrstvami prodírat sopečné hmoty a vytvářet na východní straně prolomu sopky Českého středohoří. Pískovcem provřelý čedič tak dál vzniknout všem zdejším výrazným kopcům. Dnešní geomorfologie je výsledkem eroze během posledních 10 miliónů let. Kamenický kopec je vulkanického původu, jedná se o vulkán typu maar - diatréma. Těleso diatrémy je vyplněné explozivní brekcií, prochází jím skupina žilných těles a je přikryto pozůstatkem ztuhlého lávového jezera.

### Mezinárodní výzkum
V květnu roku 2016 zkoumal geologickou minulost Kamenického vrchu mezinárodní tým vědců z Francie, Spojených států a České republiky. Vulkanologové z České geologické služby, americké New Mexico Highlands University a francouzské Université Blaise Pascal zde zkoumali vznik této sopky a tzv. maaru odkrytého lomem. Uvedený tým již předtím spolupracoval na předešlých výzkumných projektech v České republice, konkrétně při studiu vzniku vrchů Trosky a Zebín na Jičínsku.

## Lom na kopci
V období mezi roky 1900 až 1979 (přibližně) byl v provozu kamenolom. Kolem roku 1949 patřil pod podnik Československé státní silnice Liberec, poté byl předán do správy státního podniku Severočeský průmysl kamene, který byl několikrát přejmenován.

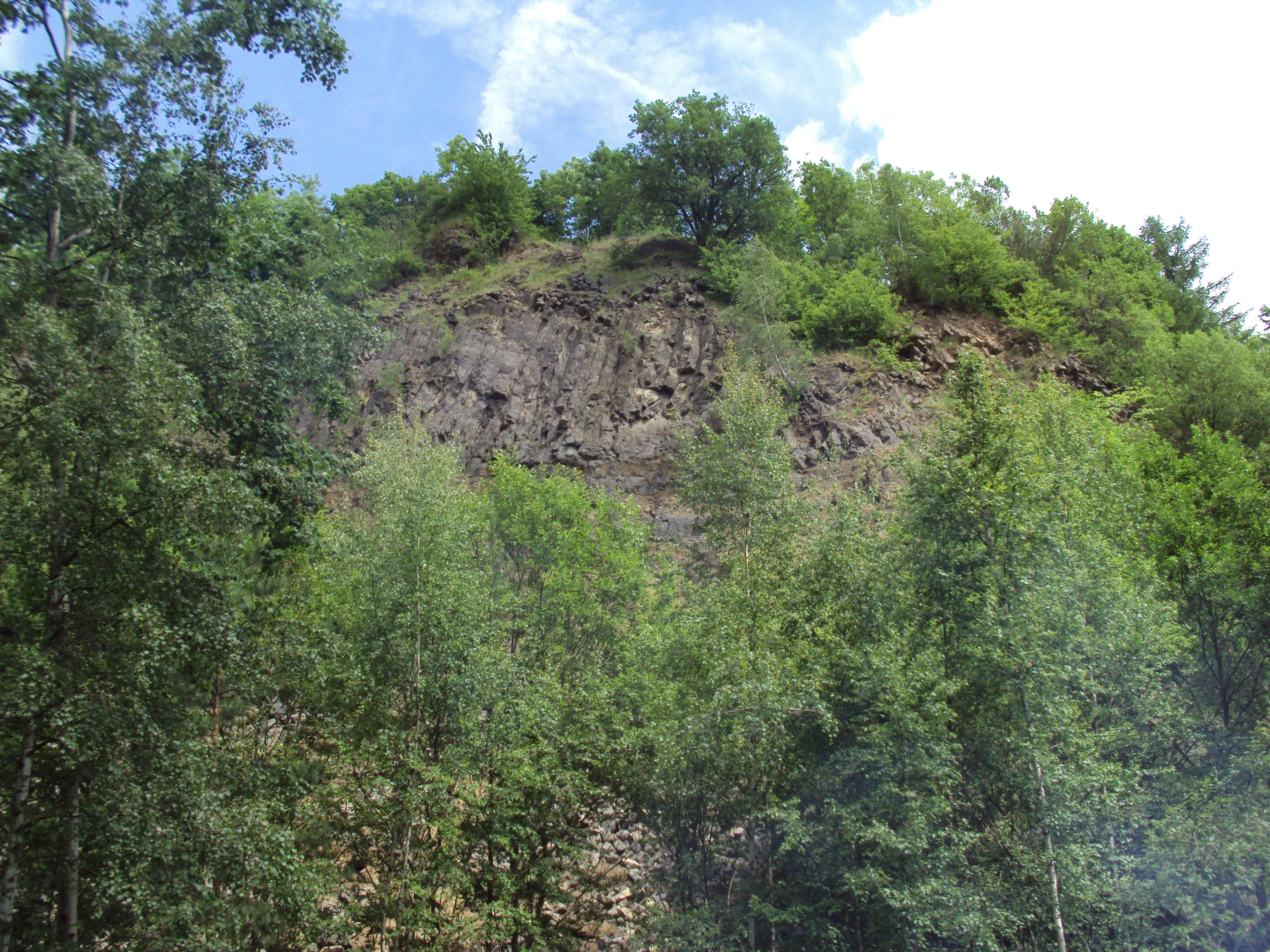
Lom v Kamenickém kopci

Postupně došlo k odtěžení špice kopce a k zničení někdejší zahradní restaurace a vyhlídky na vrcholu. Původně výška činila 466 metrů, po odtěžení je zhruba o 25–30 metrů nižší. O 20 metrů dál se nachází menší vrchol 435 m n. m. a jeho výška bývá na některých mapách uváděna. je Ve svahu přivráceném k Zákupům byla odtěžena část hornin, nahoře byly násypky a řada obslužných staveb. Lom obnažil sloupce čediče podobné známým varhanům na Panské skále, jsou však nestejné. Některé jsou svislé, jiné horizontální, tedy zřejmě z různých etap tuhnutí magmatu. Pokračující erozí a vlivem prorůstání terénu křovinami a stromy zarůstá jak lom, tak se snižuje i vrchní okraj skal.

## Přístup
Na horní partie kopce bez zřetelného vrcholu žádná značená trasa nevede, cesta k hornímu nezpevněnému okraji lomu je riskantní. Kolem masivu kopce a po všech svazích je vedena řada lesních cest. K výsypkám pod lomem byla vybudována poblíž kaple svatého Josefa příjezdová komunikace pro nákladní automobily, je dobře zachovalá.

## Naučná stezka
Ze Zákup, kde je též vedena zeleně značená turistická trasa ke Svojkovu, byla ke svahům kopce vytvořena roku 2005 lesnická naučná stezka. Jedna její větev vede do svahu po asfaltové komunikaci až k barokní kapli svatého Josefa z roku 1698, další údolím Kamenického potoka a při Svitavce. Četné informační panely na trase podávají informace i ke kopci včetně lomu.

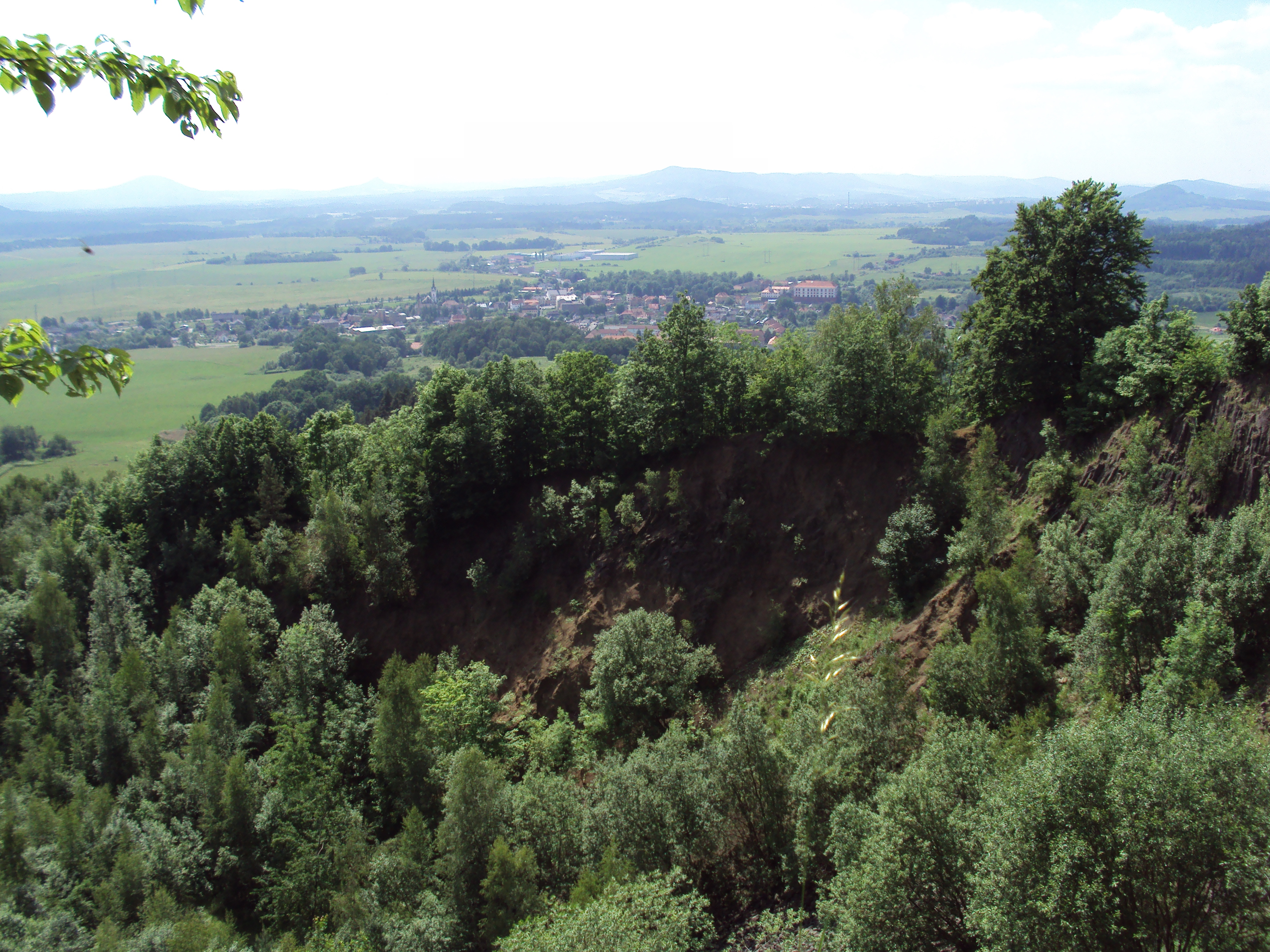
Zákupy z vrcholu kopce, dole okraj lomu

## Další údaje
Hlavní část kopce včetně lomu a nejvyšších partií patří do katastru Zákupy 790 567. Část severních a východních svahů do katastru Kamenice u Zákup 652 534.
O vlastnictví lesů na Kamenickém kopci zahájilo v roce 2013 město Zákupy soudní spor se státní firmou Lesy ČR.

## Povodí
Vody z kopce stékají na severu do Kamenického potoka, na jihu do vodotečí napájejících Malý a pak Velký zákupský rybník známější jako Zákupské koupaliště. Vše se stéká do Svitavky, která je pravostranným přítokem Ploučnice.